# Siphocampylus manettiiflorus
Siphocampylus manettiiflorus är en klockväxtart som beskrevs av William Jackson Hooker. Siphocampylus manettiiflorus ingår i släktet Siphocampylus och familjen klockväxter.
Artens utbredningsområde är Kuba. Inga underarter finns listade i Catalogue of Life.